# Pustomyty
Pustomyty (ukrainisch Пустомити; russisch Пустомыты, polnisch Pustomyty) ist eine in der Westukraine liegende Stadt mit etwa 9400 Einwohnern (2022). Die Stadt war bis 2020 das Verwaltungszentrum des Rajon Pustomyty und liegt etwa 14 Kilometer südwestlich der Oblasthauptstadt Lemberg am Flüsschen Stawtschanka (Ставчанка).

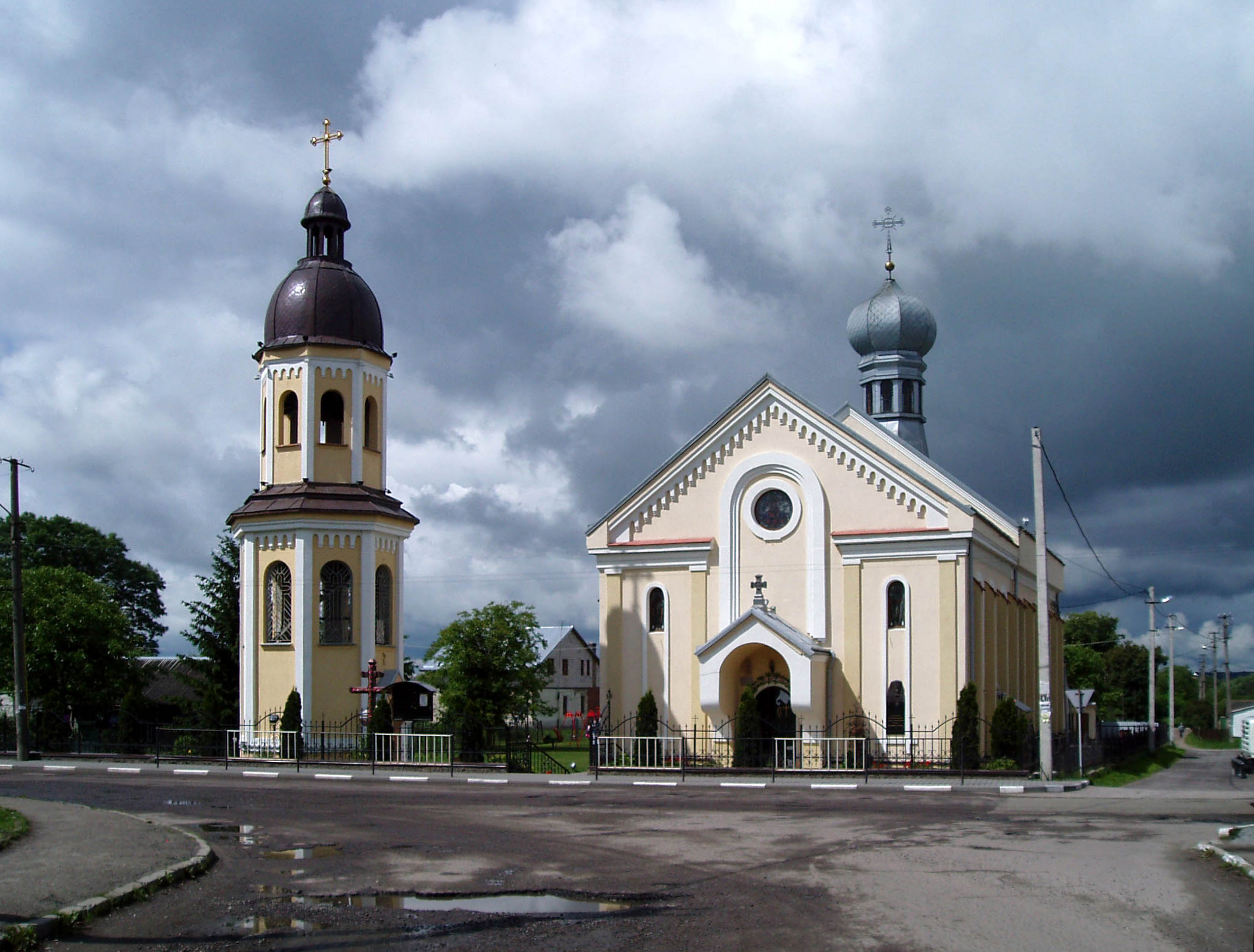
Kirche im Ort

Der Ort wurde 1441 zum ersten Mal schriftlich erwähnt und erhielt 1988 das Stadtrecht (Siedlung städtischen Typs seit 1958). Im bis 1918 im österreichischen Galizien liegenden Ort wurden ab 1870 durch die Erschließung der Kalksteinvorkommen der Umgebung viele Kalköfen errichtet, nach dem Bau der Eisenbahn von Lemberg nach Stryj im Jahre 1873 bekam der Ort auch einen Eisenbahnanschluss und es kam zu einem starken Wirtschaftswachstums des kleinen Ortes. Nach dem Ende des Ersten Weltkrieges kam der Ort zu Polen, wurde im Zweiten Weltkrieg 1939 zunächst von der Sowjetunion besetzt und dann von 1941 bis 1944 von Nazi-Deutschland. Während des Zweiten Weltkrieges errichteten die Nationalsozialisten in der Nähe des Ortes ein Konzentrationslager.
Nach dem Ende des Krieges wurde die Stadt der Sowjetunion zugeschlagen, dort kam die Stadt zur Ukrainischen SSR und ist seit 1991 ein Teil der heutigen Ukraine.
Nach dem Zweiten Weltkrieg wurde das nördlich gelegene Dorf Hlynna (Глинна, polnisch Glinna) eingemeindet, 1988 kam noch das südwestlich gelegene Dorf Lisnewytschi (Лісневичі, polnisch Leśniowice) dazu.
Am 12. Juni 2020 wurde die Stadt zum Zentrum der neu gegründeten Stadtgemeinde Pustomyty (Пустомитівська міська громада/Pustomytiwska miska hromada). Zu dieser zählen auch die in der untenstehenden Tabelle angeführten 8 Dörfer im Rajon Lwiw; bis dahin bildet sie zusammen mit dem nördlich der Stadt liegenden Dorf Nawarija die Stadtratsgemeinde Pustomyty (Пустомитівська міська рада/Pustomytiwska miska rada) im Rajon Pustomyty.
Am 17. Juli 2020 wurde der Ort Teil des Rajons Lwiw.
Folgende Orte sind neben dem Hauptort Pustomyty Teil der Gemeinde:
| Name                     | Name       | Name                         | Name        |
| ukrainisch transkribiert | ukrainisch | russisch                     | polnisch    |
| ------------------------ | ---------- | ---------------------------- | ----------- |
| Berehy                   | Береги     | Береги (Beregi)              | Brzegi      |
| Dybjanky                 | Диб'янки   | Дыбьянки (Dybjanki)          | -           |
| Malyniwka                | Малинівка  | Малиновка (Malinowka)        | Malinówka   |
| Mistky                   | Містки     | Мостки (Mostky)              | Mostki      |
| Myloschewytschi          | Милошевичі | Милошевичи (Miloschewitschi) | Miłoszowice |
| Nawarija                 | Наварія    | Навария                      | Nawaria     |
| Poljanka                 | Полянка    | Полянка                      | Polanka     |
| Semeniwka                | Семенівка  | Семёновка (Semjonowka)       | Siemianówka |
| Winjawy                  | Віняви     | Винявы                       | Winiawa     |

## Persönlichkeiten
- Wolodymyr Sternjuk (1907–1997), Weihbischof der ukrainischen griechisch-katholischen Kirche